# Carios chiropterphila
Carios chiropterphila är en fästingart som beskrevs av R.S. Dhanda och Rajagopalan 1971. Carios chiropterphila ingår i släktet Carios och familjen mjuka fästingar. Inga underarter finns listade.